# Kaliuresi
La kaliuresi è il processo di escrezione del potassio nelle urine.

I diuretici tiazidici sono usati per trattare pazienti con insufficienza cardiaca. Il loro obiettivo è ridurre la quantità di sale (cloruro di sodio) nel corpo diminuendo la quantità riassorbita dal rene. Questo eccesso di sodio destinato all'escrezione attraverso la minzione può causare iponatriemia (basso livello di sodio nel sangue) e può portare a kaliuresi aumentando lo scambio di sodio-potassio.